# Castelo de Barcience
O Castelo de Barcience é um castelo em Barcience, Espanha. Foi um reduto da Casa de Silva. Foi construído de raiz no século XV. Erguido sobre uma pequena elevação do terreno, é constituído por um corpo ortogonal principal, com duas torres circulares nos cantos oeste e duas torres quadradas nos cantos leste, sendo a NE a maior. Uma das torres exibe um relevo representando um leão desenfreado da casa de Silva.

Apesar do estatuto de Bem de Interesse Cultural através do decreto genérico de 1949 sobre a protecção dos castelos da Espanha, o edifício foi deixado numa situação de completo abandono pelos proprietários, perdendo pedaços da estrutura.

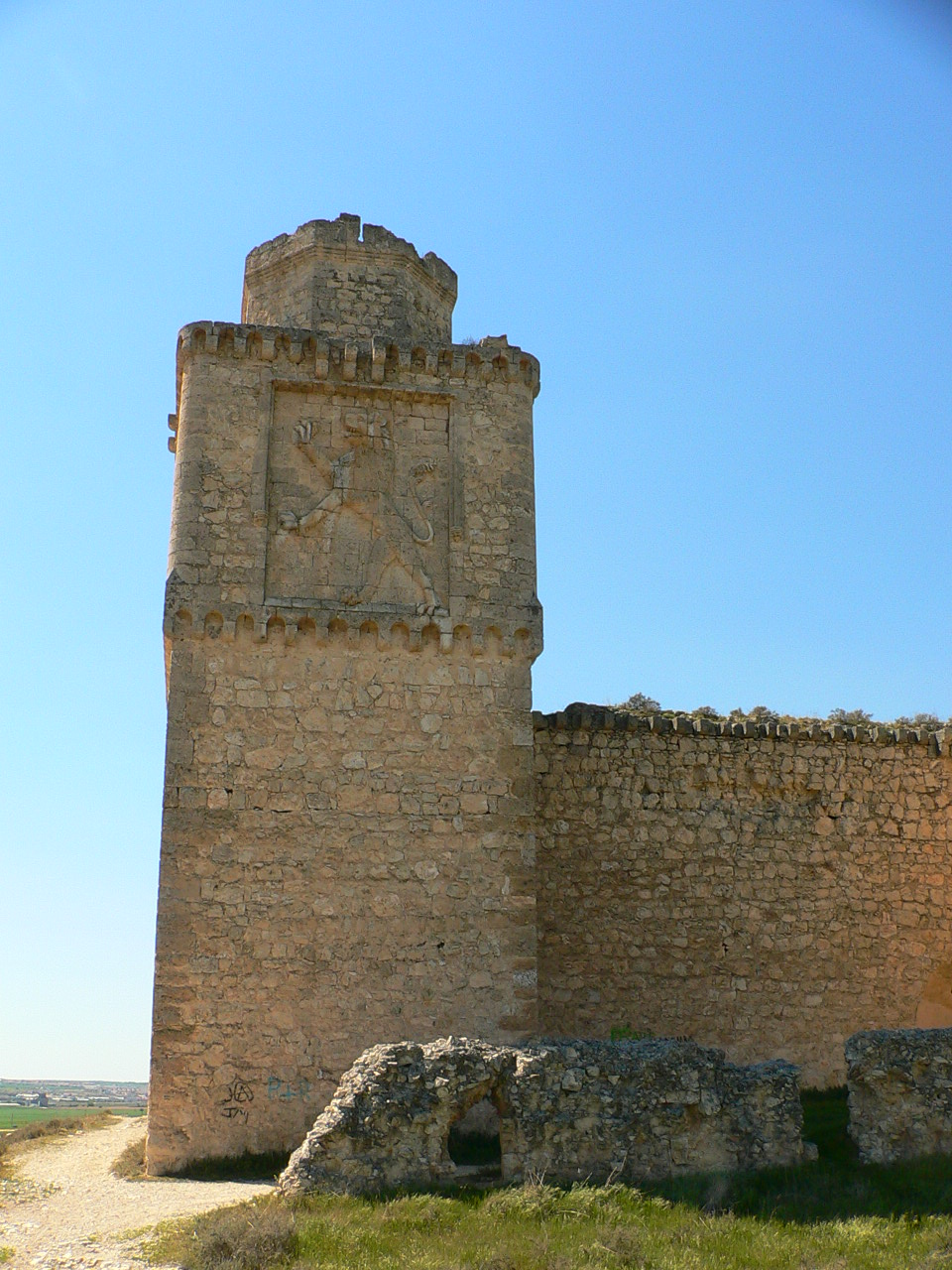
Torre do Castelo de Barcience